# (78071) Vicent
(78071) Vicent ist ein Asteroid des mittleren Hauptgürtels, der am 1. Juni 2002 vom spanischen Astronomen Rafael Ferrando am Observatorio Pla D’Arguines (IAU-Code 941) in Segorbe, Provinz Valencia entdeckt wurde. Eine unbestätigte Sichtung (2001 EJ22) des Asteroiden hatte es schon am 20. März 2001 im Rahmen des Projektes Near Earth Asteroid Tracking am Haleakalā Observatory auf Maui gegeben.
Es wird vermutet, dass der Asteroid im weiteren Sinne zur Lydia-Familie gehören könnte, einer Gruppe von Asteroiden, die nach (110) Lydia benannt wurde – die Umlaufbahn von (78071) Vicent um die Sonne (Exzentrizität) ähnelt mit einem Wert von gerundet 0,082 jedoch weniger einer idealen Kreisbahn als diejenigen typischer Lydia-Asteroiden (0,026 bis 0,061). Die zeitlosen (nichtoskulierenden) Bahnelemente von (78071) Vicent sind fast identisch mit denjenigen des größeren (wenn man von der Absoluten Helligkeit von 13,6 gegenüber 15,2 ausgeht) Asteroiden (10172) Humphreys.
(78071) Vicent wurde nach dem in Segorbe geborenen Francesc Vicent benannt, ein valencianischer Autor der ersten bekannten Abhandlung über das moderne Schachspiel, die in einem Druck aus dem Jahr 1495 bekannt ist. Die Benennung des Asteroiden erfolgte am 28. September 2004.